# ماريو هي
ماريو هي (بالألمانية: Mario He)‏ هو لاعب بلياردو أمريكي ‏ نمساوي، ولد في 3 أغسطس 1993.

## وصلات خارجية
- ماريو هي على موقع AZBilliards.com (الإنجليزية)